# Angelo Consagra
Angelo Consagra (Licata, 14 maggio 1964) è un ex calciatore italiano, di ruolo difensore.

## Carriera
Conta 29 presenze in Serie A con la maglia del Foggia nel campionato 1991-1992.

## Palmarès

### Club

#### Competizioni nazionali
- Serie C1: 1

Licata: 1987-1988
- Serie C2: 1

Licata: 1984-1985